# Aukelien Weverling
Aukelien Weverling (Amsterdam, 23 augustus 1977) is een Nederlands schrijfster, journaliste en columniste. Ze studeerde journalistiek in Utrecht en een jaar Kunstgeschiedenis aan de Universiteit Utrecht. In 2002 werd haar debuutroman genomineerd voor de Marten Toonder/Geertjan Lubberhuizenprijs genomineerd (tegenwoordig Selexyzprijs). Haar roman Het land werd genomineerd voor de E du Perronprijs en de Dioraphte Jongeren Literatuurprijs. In alle steden werd in 2018 genomineerd voor de BookSpot Literatuurprijs.

## Ander werk
Naast haar romans publiceerde Aukelien in literaire tijdschriften als Passionate, Waawaa en La vie en Rose. Ook schreef ze korte verhalen voor diverse damesbladen en verzorgde ze humoristische columns en rubrieken in onder meer Viva, Starstyle en de Belgische Flair, en de NL20. Ook verschenen er journalistieke stukken van haar hand in Revu, de Volkskrant en Torpedo. In de Groene Amsterdammer was zij een van de jonge schrijfsters die het nieuw uitgebrachte werk van Hella Haasse besprak. Tegenwoordig werkt zij als recensent jeugdliteratuur bij NRC.
In 2002 schreef zij samen met Stijn van Santen aan het scenario voor Talmen die het Gouden Kalf voor de beste korte film won. Voor de Vpro werkte zij met Britta Hosman aan het satirische script voor Sixty and the City, een aflevering van Vpro’s De Toekomst.